# جعدة صلبة
الجعدة الصلبة (باللاتينية: Teucrium rigidum) نوع نباتي يتبع جنس الجعدة من الفصيلة الشفوية.

## البيئة والانتشار
موطنه بلاد الشام وتركيا.